# Фавердин
Фаверди́н (фр. Faverdines) — коммуна во Франции, находится в регионе Центр. Департамент — Шер. Входит в состав кантона Сользе-ле-Потье. Округ коммуны — Сент-Аман-Монтрон.
Код INSEE коммуны — 18093.

## География

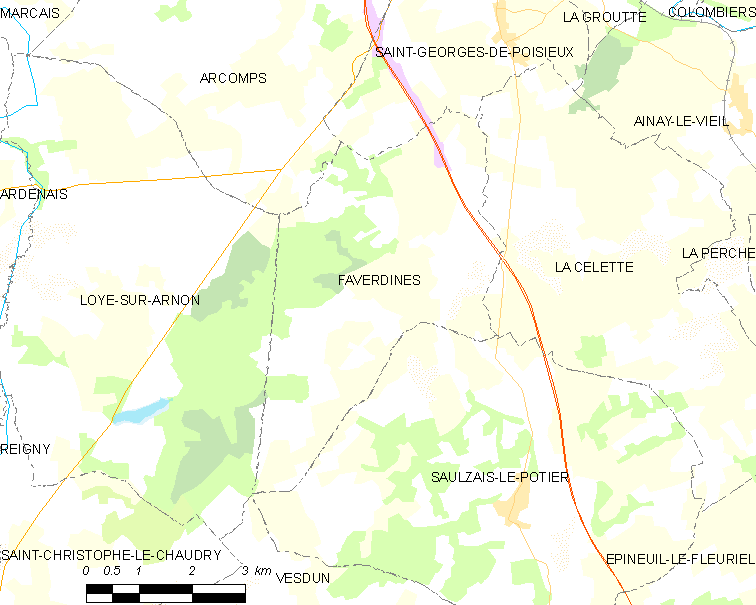
Карта коммуны

Коммуна расположена приблизительно в 250 км к югу от Парижа, в 150 км южнее Орлеана, в 50 км к югу от Буржа.
По территории коммуны протекает небольшая река Лубьер.

## Население
Население коммуны на 2015 год составляло 150 человек.
| 1962 | 1968 | 1975 | 1982 | 1990 | 1999 | 2006 | 2008 | 2011 | 2015 |
| ---- | ---- | ---- | ---- | ---- | ---- | ---- | ---- | ---- | ---- |
| 187  | 203  | 147  | 147  | 139  | 136  | 141  | 137  | 151  | 150  |

## Администрация
| Период | Период | Фамилия        | Партия | Примечания |
| ------ | ------ | -------------- | ------ | ---------- |
| 2001   | 2008   | Даниель Жолье  |        |            |
| 2008   | 2014   | Жан-Мари Морье |        |            |

## Экономика
Основу экономики составляют лесное и сельское хозяйство.
В 2007 году среди 95 человек в трудоспособном возрасте (15-64 лет) 64 были экономически активными, 31 — неактивными (показатель активности — 67,4 %, в 1999 году было 70,1 %). Из 64 активных работали 56 человек (30 мужчин и 26 женщин), безработных было 8 (2 мужчин и 6 женщин). Среди 31 неактивных 5 человек были учениками или студентами, 15 — пенсионерами, 11 были неактивными по другим причинам.

## Достопримечательности
- Церковь Сент-Эньян (XIV век)
- Средневековый укреплённый дом в деревне Шодне. Исторический памятник с 1987 года[3]